# Coupe d'Allemagne de football 2002-2003
Navigation
Édition précédente Édition suivante
La coupe d'Allemagne de football 2002-2003 est la soixantième édition de l'histoire de la compétition. La finale a lieu à l'Olympiastadion de Berlin.
Le Bayern Munich remporte le trophée pour la onzième fois de son histoire. Il bat en finale le 1. FC Kaiserslautern sur le score de 3 buts à 1.

## Premier tour
| Club recevant          | Score              | Club visiteur            |
| ---------------------- | ------------------ | ------------------------ |
| Tennis Borussia Berlin | 1 - 2              | FC St. Pauli             |
| TSG 1899 Hoffenheim    | 4 - 1              | SpVgg Greuther Fürth     |
| SpVgg Unterhaching     | 1 - 1 ap (4-2 tab) | 1. FSV Mayence 05        |
| VfB Lübeck             | 2 - 3 ap           | MSV Duisbourg            |
| Eintracht Brunswick    | 1 - 2              | SSV Reutlingen           |
| 1. FC Saarbrücken      | 1 - 1 ap (3-4 tab) | SV Waldhof Mannheim      |
| 1. FC Schweinfurt 05   | 1 - 2 ap           | 1. FC Union Berlin       |
| Bahlinger SC           | 1 - 0              | Aix-la-Chapelle          |
| Eintracht Trier        | 0 - 2              | 1. FC Nuremberg          |
| SV Wacker Burghausen   | 0 - 2              | Energie Cottbus          |
| SC Paderborn 07        | 1 - 4              | VfB Stuttgart            |
| Erzgebirge Aue         | 1 - 3              | VfL Bochum               |
| Werder Brême (2)       | 0 - 3              | Bayern Munich            |
| Stahl Eisenhüttenstadt | 0 - 1              | Werder Brême             |
| Concordia Ihrhove      | 0 - 3              | Borussia Dortmund        |
| FC Schönberg 95        | 0 - 6              | Hambourg SV              |
| VfR Aalen              | 2 - 3ap            | Hanovre 96               |
| Kickers Offenbach      | 3 - 1 ap           | Karlsruher SC            |
| Sportfreunde Siegen    | 0 - 1 ap           | Rot-Weiß Oberhausen      |
| Jahn Regensburg        | 1 - 2              | LR Ahlen                 |
| VfL Wolfsbourg         | 1 - 3              | 1. FC Cologne            |
| Hallescher FC          | 1 - 3              | SC Fribourg              |
| Bayern Munich (2)      | 1 - 2              | FC Schalke 04            |
| Kieler SV Holstein     | 1 - 1 ap (3-0 tab) | Hertha BSC Berlin        |
| Rot-Weiß Erfurt        | 2 - 3 ap           | Eintracht Francfort      |
| 1. FC Saarbrücken      | 0- 5               | Arminia Bielefeld        |
| Aix-la-Chapelle        | 0 - 7              | TSV 1860 Munich          |
| FSV Salmrohr           | 0 - 2              | VfL Wolfsbourg           |
| Uhlenhorster SC Paloma | 0 - 5              | 1. FC Kaiserslautern     |
| 1.FSV Mayence 05       | 0 - 2              | Hansa Rostock            |
| SV Babelsberg 03       | 0 - 1              | Borussia Mönchengladbach |
| Rot-Weiss Essen        | 0 - 1              | Bayer Leverkusen         |

## Deuxième tour
| Date           | Club recevant       | Score             | Club visiteur            |
| -------------- | ------------------- | ----------------- | ------------------------ |
| 05 - 11 - 2002 | TSV 1860 Munich     | 2 -2 ap (8-7 tab) | VfL Wolfsbourg           |
| 05 - 11 - 2002 | Hansa Rostock       | 1 - 0             | Eintracht Francfort      |
| 05 - 11 - 2002 | Hambourg SV         | 2 - 0             | MSV Duisbourg            |
| 05 - 11 - 2002 | SC Fribourg         | 3 - 0             | Borussia Dortmund        |
| 05 - 11 - 2002 | Rot-Weiß Oberhausen | 1 - 0             | Arminia Bielefeld        |
| 05 - 11 - 2002 | TSG 1899 Hoffenheim | 1 - 5             | 1.FC Cologne             |
| 05 - 11 - 2002 | SpVgg Unterhaching  | 1 - 0             | 1. FC Union Berlin       |
| 06 - 11 - 2002 | Bahlinger SC        | 1 - 2             | SV Waldhof Mannheim      |
| 06 - 11 - 2002 | Bayern Munich       | 2 - 1             | Hanovre 96               |
| 06 - 11 - 2002 | Kieler SV Holstein  | 1 - 2             | VfL Bochum               |
| 06 - 11 - 2002 | Energie Cottbus     | 0 - 1             | 1. FC Kaiserslautern     |
| 06 - 11 - 2002 | Bayer Leverkusen    | 3 - 0             | VfB Stuttgart            |
| 06 - 11 - 2002 | FC St. Pauli        | 0 - 3             | Werder Brême             |
| 06 - 11 - 2002 | Kickers Offenbach   | 2 - 3 ap          | 1. FC Nuremberg          |
| 06 - 11 - 2002 | LR Ahlen            | 3 - 1             | SSV Reutlingen           |
| 06 - 11 - 2002 | FC Schalke 04       | 5 - 0             | Borussia Mönchengladbach |

## Huitièmes de finale
| Date       | Club recevant        | Score              | Club visiteur       |  |
| ---------- | -------------------- | ------------------ | ------------------- |  |
| 03/12/2002 | Hambourg SV          | 0 - 1              | VfL Bochum          |  |
| 03/12/2002 | TSV 1860 Munich      | 2 - 1              | Rot-Weiß Oberhausen |  |
| 03/12/2002 | Bayer Leverkusen     | 2 - 1              | SV Waldhof Mannheim |  |
| 03/12/2002 | SpVgg Unterhaching   | 3 - 2              | Hansa Rostock       |  |
| 04/12/2002 | 1. FC Kaiserslautern | 2 - 0              | SC Freiburg         |  |
| 04/12/2002 | 1. FC Nuremberg      | 0 - 2              | 1. FC Cologne       |  |
| 04/12/2002 | LR Ahlen             | 1 - 2              | Werder Brême        |  |
| 04/12/2002 | Bayern Munich        | 0 - 0 ap (5-4 tab) | FC Schalke 04       |  |

## Quarts de finale
| Date       | Club recevant      | Score              | Club visiteur        |
| ---------- | ------------------ | ------------------ | -------------------- |
| 04/02/2003 | Bayern Munich      | 8 - 0              | 1.FC Cologne         |
| 05/02/2003 | VfL Bochum         | 3 - 3 ap (3-4 tab) | 1. FC Kaiserslautern |
| 05/02/2003 | SpVgg Unterhaching | 2 - 2 ap (4-5 tab) | Bayer Leverkusen     |
| 05/02/2003 | TSV 1860 Munich    | 1 - 4 ap           | Werder Brême         |

## Demi-finales
| Date       | Club recevant        | Score | Club visiteur    |
| ---------- | -------------------- | ----- | ---------------- |
| 04/03/2003 | 1. FC Kaiserslautern | 3- 0  | Werder Brême     |
| 05/03/2003 | Bayern Munich        | 3 - 1 | Bayer Leverkusen |

## Finale[6]
| Entraîneur :    |
| Ottmar Hitzfeld |

| Entraîneur : |
| Eric Gerets  |

| Entraîneur :    |
| Ottmar Hitzfeld |

| Entraîneur : |
| Eric Gerets  |